# Europium
Europium is een scheikundig element met symbool Eu en atoomnummer 63. Het is een zilverwit lanthanoïde.

## Ontdekking
In 1890 ontdekte Paul Émile Lecoq de Boisbaudran spectraallijnen in een mengsel van samarium en gadolinium, die niet bij die elementen hoorden. Hierdoor ontstond het vermoeden over het bestaan van europium. De ontdekking van europium wordt echter meestal toegeschreven aan Eugène-Anatole Demarçay, een Franse chemicus die in 1896 samarium onderzocht en daarbij stuitte op een verontreiniging door europium. In 1901 was hij in staat om europium voor het eerst te isoleren.
De naam europium is afgeleid van het werelddeel Europa.

## Toepassingen
Metallisch europium is voor industriële toepassingen vrijwel onbruikbaar. Verbindingen van europium zijn wel voor meerdere doeleinden inzetbaar:
- Europiumoxide wordt gebruikt om fosfors te activeren in televisie-beeldbuizen.
- Sommige plastics kunnen van europium voorzien worden om als lasermateriaal gebruikt te worden.
- In legeringen wordt europium gebruikt om de eigenschappen van andere metalen te verbeteren.
- Een europium(III)complex wordt gebruikt als luminescerende stof in de drukinkt van bankbiljetten van 5 euro.[1]
- Yttriumoxide met europium geeft het licht van bepaalde TL-lampen en spaarlampen een warme gloed.

Verschillende isotopen van europium, waaronder europium-155, zijn goede neutronenvangers en kunnen daarvoor worden gebruikt in nucleaire installaties.

## Opmerkelijke eigenschappen
Europium is een buigzaam metaal en qua hardheid lijkt het op lood. Van alle lanthanoïden en actinoïden is europium het meest reactief. Het oxideert zeer snel aan de lucht, reageert met water op een met calcium vergelijkbare manier en ontbrandt spontaan bij temperaturen boven de 150 °C.

## Verschijning
Door het reactieve karakter van europium wordt het nooit als vrij element in de natuur aangetroffen. Er zijn echter veel mineralen die lage concentraties europium bevatten, waarvan bastnäsiet en monaziet commercieel aantrekkelijk zijn.
Spectra wijzen uit dat europium ook op de zon en veel andere sterren voorkomt.

## Isotopen
| Stabielste isotopen | Stabielste isotopen | Stabielste isotopen      | Stabielste isotopen      | Stabielste isotopen      | Stabielste isotopen      |
| Iso                 | RA (%)              | Halveringstijd           | VV                       | VE (MeV)                 | VP                       |
| ------------------- | ------------------- | ------------------------ | ------------------------ | ------------------------ | ------------------------ |
| 150Eu               | syn                 | 36,9 j                   | EV                       | 2,261                    | 150Sm                    |
| 151Eu               | 47,8                | stabiel met 88 neutronen | stabiel met 88 neutronen | stabiel met 88 neutronen | stabiel met 88 neutronen |
| 152Eu               | syn                 | 13,537 j                 | β−                       | 1,874                    | 152Gd                    |
| 153Eu               | 52,2                | stabiel met 90 neutronen | stabiel met 90 neutronen | stabiel met 90 neutronen | stabiel met 90 neutronen |
| 154Eu               | syn                 | 8,593 j                  | β−                       | 1,969                    | 154Gd                    |
| 155Eu               | syn                 | 4,7611 j                 | β−                       | 1,627                    | 155Gd                    |

In de natuur komen de stabiele europium isotopen 151Eu en 153Eu in bijna gelijke verhouding voor. Er zijn ongeveer 35 instabiele isotopen bekend, waarvan 150Eu met een halveringstijd van ruim 35 jaar het stabielst is. De meeste isotopen hebben halveringstijden van minder dan 12 seconden.

## Toxicologie en veiligheid
De toxicologie van europium is nog niet volledig onderzocht, maar niets wijst erop dat het metaal erg giftig is in vergelijking met andere zware metalen. Europium is wel brandgevaarlijk. In poedervorm kan dat zelfs explosief verlopen.